# 新保幸一
新保 幸一（しんぽ こういち、1956年 - ） は、日本の文部科学技官。国立教育政策研究所文教施設研究センター長、文部科学省大臣官房技術参事官を経て、東京工業高等専門学校校長を務めた。

## 人物・経歴
北海道札幌南高等学校を経て、1979年北海道大学工学部卒業。1995年徳島大学建築課長。1997年東京大学整備計画課長。1999年文部省大臣官房文教施設部技術課補佐。同年文部省助成局施設助成課補佐。2002年文部科学省大臣官房文教施設部技術課監理官。2003年東北大学施設部長。
国立教育政策研究所文教施設研究センター長を経て、2012年文部科学省大臣官房文教施設企画部施設企画課長。2014年文部科学省大臣官房文教施設企画部技術参事官。2016年からは東京工業高等専門学校校長を務め、日本工学教育協会理事や、全国高等専門学校連合会監事も兼任した。退任後、第一工業 (環境設備)監査役。